# Donji Emovci
Donji Emovci falu Horvátországban, Pozsega-Szlavónia megyében. Közigazgatásilag Pozsegához tartozik.

## Fekvése
Pozsegától 3 km-re nyugat-északnyugatra, a Pozsegai-medencében, Pozsega, Gornji Emovci és Emovacki Lug között fekszik.

## Története
A Gornji Emovci északi „Duljine” nevű határrészén előkerült régészeti leletek alapján már a történelem előtti időkben is létezett itt település. Az akkor még egységes Emovcit középkorban is többször említik. 1443-ban, 1444-ben és 1506-ban „Haymocz”, 1446-ban „Hewmocz”, 1500-ban „Hemowcz” alakban szerepel a korabeli forrásokban. Pozsega várának uradalmához tartozott. A török uralom idejében horvát katolikusok lakták. 1698-ban „Hemovczi” néven 3 portával szerepel a török uralom alól felszabadított szlavóniai települések összeírásában. 1702-ben 8, 1760-ban 16 ház állt a településen.
Az első katonai felmérés térképén „Dorf Dolni Emovczi” néven látható. Lipszky János 1808-ban Budán kiadott repertóriumában „Emovczy” néven szerepel. Nagy Lajos 1829-ben kiadott művében „Emovczi” néven 28 házzal, 286 katolikus vallású lakossal találjuk.
1880-ban 59, 1910-ben 133 lakosa volt. 1910-ben a népszámlálás adatai szerint lakosságának 78%-a horvát, 12%-a magyar, 10%-a német anyanyelvű volt. Pozsega vármegye Pozsegai járásának része volt. Az első világháború után 1918-ban az új szerb-horvát-szlovén állam, majd később (1929-ben) Jugoszlávia része lett. 1991-ben lakosságának 94%-a horvát nemzetiségű volt. A településnek 2001-ben 181 lakosa volt.

## Lakossága
| Lakosság változása | Lakosság változása | Lakosság változása | Lakosság változása | Lakosság változása | Lakosság változása | Lakosság változása | Lakosság változása | Lakosság változása | Lakosság változása | Lakosság változása | Lakosság változása | Lakosság változása | Lakosság változása | Lakosság változása | Lakosság változása |
| ------------------ | ------------------ | ------------------ | ------------------ | ------------------ | ------------------ | ------------------ | ------------------ | ------------------ | ------------------ | ------------------ | ------------------ | ------------------ | ------------------ | ------------------ | ------------------ |
| 1857               | 1869               | 1880               | 1890               | 1900               | 1910               | 1921               | 1931               | 1948               | 1953               | 1961               | 1971               | 1981               | 1991               | 2001               | 2011               |
| 0                  | 0                  | 59                 | 84                 | 99                 | 133                | 74                 | 87                 | 99                 | 105                | 76                 | 118                | 126                | 138                | 186                | 181                |

(1857-ben és 1869-ben lakosságát Emovci néven Gornji Emovcihoz számították.)